# Новый Арыш
Новый Арыш (тат. Яңа Арыш) — село в Рыбно-Слободском районе Татарстана. Административный центр и единственный населенный пункт Новоарышского сельского поселения.

## География
Находится в центральной части Татарстана на расстоянии приблизительно 21 км на север-северо-восток от районного центра поселка Рыбная Слобода.

## История
Основано в XVII веке, упоминалось также как Башкетляр. В начале XX века здесь была мечеть.
По сведениям переписи 1897 года, в деревне Новые Арыши Лаишевского уезда Казанской губернии жили 1093 человека (552 мужчины и 541 женщина), из них 1086 мусульман.

## Население
Постоянных жителей было: в 1782 году — 78 душ мужского пола, в 1859—858, в 1897—1151, в 1908—1420, в 1920—1361, в 1926—1239, в 1949—1201, в 1958—1023, в 1970—1235, в 1989—841, в 2002 году 803 (татары 100 %), в 2010 году 759.